# Europäisches Theaterhaus/European Theatre House

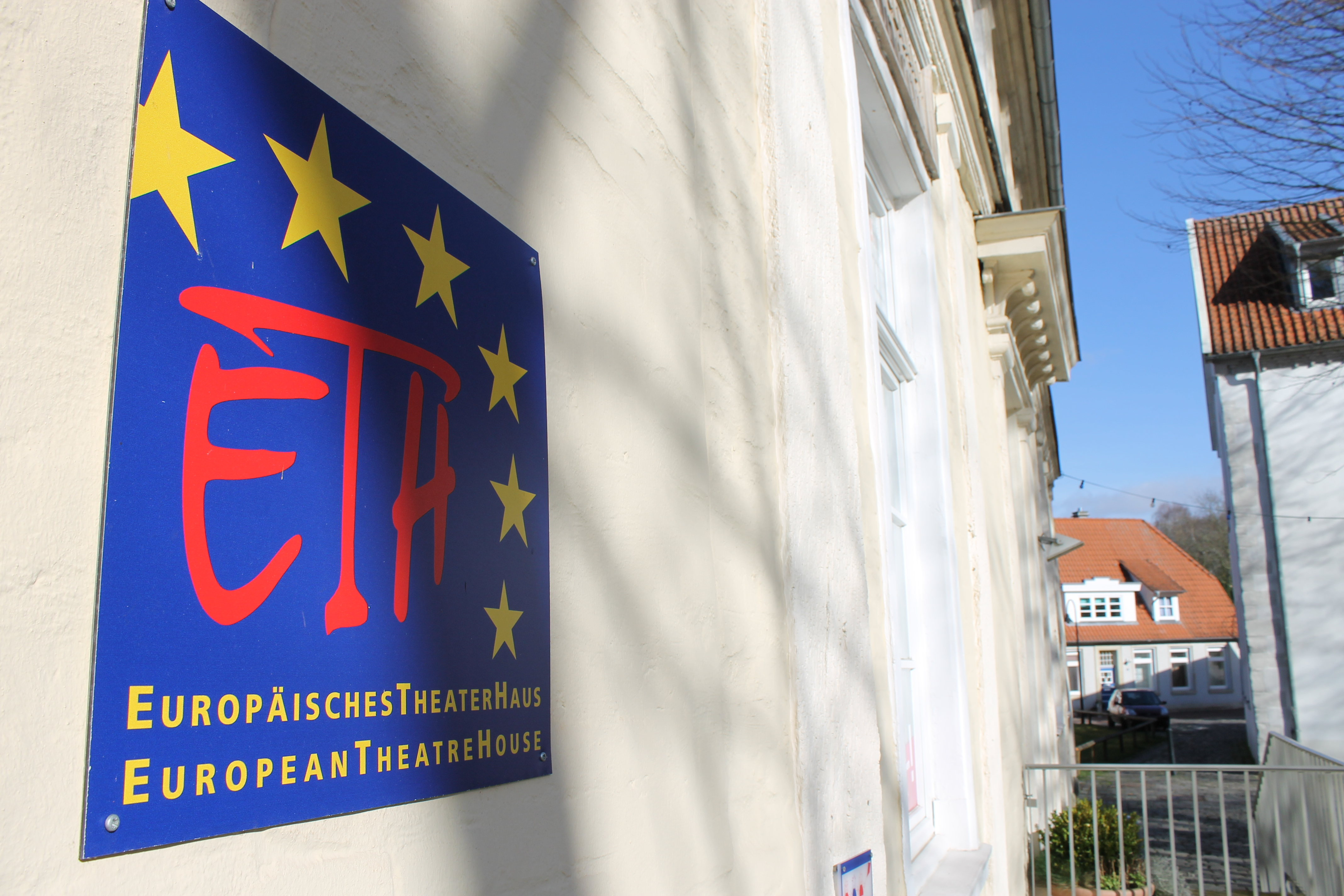
Das Logo des Europäischen Theaterhauses am alten Professorenhaus in Lingen. Dort befindet sich die Geschäftsstelle der Organisation, ansonsten beherbergt das alte Professorenhaus das TPZ Lingen.

Das Europäische Theaterhaus/European Theatre House ist ein gemeinnütziger Verein, der am 16. Mai 2013 in Lingen (Ems) gegründet wurde. Er wurde von regionalen, nationalen und internationalen Institutionen ins Leben gerufen, um die Vernetzung und den Austausch von Theaterschaffenden mit den Schwerpunkten Amateurtheater, Kinder- u. Jugendtheater und Theaterpädagogik in Europa zu fördern. Der Verein ist selbstlos tätig und verfolgt in erster Linie keine eigenwirtschaftlichen Zwecke.
Sitz des Europäischen Theaterhauses ist das Alte Professorenhaus in Lingen (Ems) in Deutschland.

## Konzept
Das Europäische Theaterhaus dient als Serviceeinrichtung und Koordinierungsstelle für die beteiligten regionalen, nationalen und internationalen Verbände und Institutionen. Es ist eine Plattform für Theatergruppen, Theaterverbände, Fachleute und Netzwerke sowie der Theaterpädagogik in Europa. Innerhalb des ETH soll ein fachlich und kulturpolitisch nachhaltiges Theaternetzwerk von Menschen, Organisationen und Aktivitäten entwickelt werden. Einzelpersonen, Verbände und Theatergruppen können Mitglied werden.
Theater wird hierbei als Mittel zur sprachbarrierenüberwindenden Verständigung und aktiven Teilhabe an Kultur und Gesellschaft aufgefasst. Es trägt sowohl zur sozialen Entwicklung und kulturellen Bildung des Einzelnen, als auch zu einer aktiven und komplexen Auseinandersetzung mit eigener und fremder kultureller und gesellschaftlicher Identität im Sinne einer europäischen Bürgerschaft bei.
Das Fördern der Teilhabe der Menschen am europäischen Integrationsprozess unter der Respektierung der kulturellen Vielfalt sowie der Austausch und die Zusammenarbeit im gemeinsamen Kulturraum Europa sind Aufgaben des Vereins. Europäische Datenbanken, Fachtagungen, Theaterbegegnungen und -projekte, interkulturelle Forschungen und Publikationen ermöglichen die europäische Betrachtung und Fortschreibung des gemeinsamen Gegenstandes.
Der Verein kann weitere Aufgaben übernehmen, die mit den Belangen des berufsmäßig und nicht-berufsmäßig orientierten Theaterbetriebes in Verbindung stehen. Die praktische Umsetzung des Leitbildes soll sich in den Punkten wissenschaftliches Arbeiten, Projektarbeit und Recherche von Förderstrukturen widerspiegeln. Durch die Unterstützung und Realisierung von Projekten in Zusammenarbeit mit Theaterschaffenden jeden Alters möchte das ETH kontinuierlich(e) Partner in ganz Europa gewinnen.

## Gründungsmitglieder
Gründungsmitglieder sind:
- Association Internationale du Théatre Amateur/International Amateur Theatre Association (AITA/IATA)
- European Drama Encounters/Recontres Européennes de Drama (EDERED)
- Bund Deutscher Amateurtheater (BDAT)
- Bundesverband Theaterpädagogik (BuT)
- Stadt Lingen (Ems)
- Landkreis Emsland
- Hochschule Osnabrück Standort Lingen
- Emsländische Landschaft für die Landkreise Emsland und Grafschaft Bentheim e. V.

## Aktivitäten
Das Europäische Theaterhaus beteiligte sich durch verschiedene kleinere Aktionen am 13. Welt-Kindertheater-Fest in Lingen (Ems). Des Weiteren veranstaltet der Verein in der ersten Jahreshälfte 2016 das Projekt „#Iwork_Iam – Theater als Forum politischer Teilhabe“ mit Partnerorganisationen aus 12 verschiedenen europäischen Ländern. Möglich wird dieses Projekt durch eine Förderung von Erasmus+, die das ETH 2015 einwerben konnte.